# Michael Hicks-Beach (vicomte Quenington)
Pour les articles homonymes, voir Hicks et Beach.
Michael Hugh Hicks-Beach, né à Londres le 19 janvier 1877 et mort près de Katia en Égypte le 23 avril 1916, est un homme politique et soldat britannique, tué au combat durant la Première Guerre mondiale.

## Biographie
Il est le deuxième enfant et unique fils de Sir Michael Hicks Beach, chancelier de l'Échiquier dans les gouvernements conservateurs du marquis de Salisbury de 1885 à 1886 et de 1895 à 1902, et doyen de la Chambre des communes au tout début du XXe siècle. Le jeune Michael Hugh est éduqué au collège d'Eton puis étudie au collège de Christ Church de l'université d'Oxford. Il devient ensuite le secrétaire privé de son père au gouvernement et au Parlement. Il s'engage dans l'armée durant la seconde guerre des Boers (1899-1902), et est fait capitaine dans le 4e bataillon du régiment du Gloucestershire. En 1902 il voyage en Extrême-Orient, visitant notamment la Chine, le Japon et la Corée, avant de devenir le secrétaire privé d'Alexander Acland-Hood, le chief whip du Parti conservateur à la Chambre des communes,.
Après une longue carrière parlementaire, son père ne se représente pas aux élections législatives de 1906, et Michael s'y présente pour la première fois. Sous l'étiquette du Parti conservateur, il est élu député de Tewkesbury, circonscription rurale du Gloucestershire, alors que le Parti libéral remporte largement ces élections dans leur ensemble. Cette même année, il devient membre du comité de direction de la banque Lloyds. Apprécié comme étant un jeune homme amiable et charmant et un bon orateur (très différent de son père sévère et distant), il se consacre notamment aux questions agricoles durant ses années au Parlement. Il conserve son siège lors des deux élections législatives qui ont lieu en 1910,.
À l'entame de la Première Guerre mondiale il s'engage dans le régiment des Royal Gloucestershire Hussars (en). Durant son service, en 1915, il obtient le titre de courtoisie de vicomte Quenington, reflet du titre dont vient d'être doté son père. Il est déployé à la campagne des Dardanelles contre l'Empire ottoman, survit, et est redéployé en Égypte avec le reste du régiment. Son épouse Marjorie, dont il a une fille et un fils, a également rejoint l'Égypte en tant qu'infirmière volontaire pour les soldats avec le Détachement d'aide volontaire ; elle y meurt de la typhoïde le 15 mars 1916. Michael Hicks-Beach est mortellement blessé au combat le mois suivant, durant la bataille de Katia pendant la campagne du Sinaï. Secouru par un camarade, il meurt de ses blessures le même jour. Il est inhumé au côté de son épouse au cimetière britannique protestant du Caire,. Il est l'un des quarante-trois parlementaires britanniques morts durant la Guerre et commémorés par un mémorial à Westminster Hall, dans l'enceinte du palais de Westminster où siège le Parlement. Son oncle William Hicks-Beach est élu député de Tewkesbury à sa succession.
Son père, malade, meurt une semaine après lui, et ses différents titres de noblesse, dont notamment celui de comte de St Aldwin, reviennent ainsi à son petit-fils, le fils de Michael Hugh, également appelé Michael et âgé alors de quatre ans. Ce dernier aura aussi par la suite une carrière de parlementaire.